# Valentie (scheikunde)
Valentie of waardigheid is het maximaal aantal bindingen dat een atoom van een gegeven chemisch element kan aangaan met andere atomen. De gevormde binding kan hierbij zowel covalent als ionair van aard zijn. De valentie van een element hangt direct samen met zijn elektronenconfiguratie.

## Geschiedenis
Het begrip valentie bestaat al zeer lang en was vooral in de 19e eeuw populair. Friedrich Kekulé voerde het begrip rond 1858 in en vormde basis voor de ontwikkeling van de theorie van het vierwaardige koolstofatoom door Jacobus van 't Hoff en Joseph Achille Le Bel. Onder valentie verstond men de eigenschap van een element om zich te binden met een welbepaald aantal eenwaardige elementen (het aantal is gelijk aan de valentie), alsook wat men momenteel het oxidatiegetal noemt. Voordat Kekulé het begrip in de organische chemie invoerde, was de valentie een eigenschap van het atoom en daarmee een constante voor een bepaald element. Deze opvatting klopt echter heden niet meer (onder meer door de hypervalentie van bepaalde elementen).

## Concept
De valentie van een atoom hangt af van het aantal valentie-elektronen dat deze bezit. Zo bezit een univalent atoom (zoals waterstof) slechts 1 valentie-elektron, waardoor slechts 1 binding kan worden aangegaan. Een klassieke verbinding is waterstofchloride (HCl), waarin waterstof 1 covalente binding (een sigma-binding) aangaat met chloor. Bij divalente atomen, zoals zuurstof, kunnen twee bindingen gevormd worden. Er kunnen hierbij twee situaties onderscheiden worden:
- Het divalent atoom gaat twee sigma-bindingen aan, echter telkens met een ander atoom, zoals zuurstof in ethers en alcoholen.
- Het divalent atoom gaat een sigma- en een pi-binding aan met hetzelfde element. De combinatie van beide types bindingen wordt een dubbele binding genoemd. De carbonylgroep in verscheidene organische verbindingen vormt hierbij het schoolvoorbeeld.

In de loop van de 20e eeuw is het valentie-concept betrokken geraakt bij een aantal belangrijke (theoretische) ontwikkelingen in de scheikunde, zoals de Lewistheorie (1916), de valentiebindingstheorie (1927), de theorie omtrent moleculaire orbitalen (1928), de valentieschil-elektronenpaar-repulsie-theorie (1958) en verschillende gevorderde kwantumchemische en computationele methoden. Echter, de term valentie wordt bijna niet meer gebruikt omdat het een verouderd en slecht gedefinieerd begrip is. Men gebruikt vooral het beter gedefinieerde begrip oxidatietoestand.

## Veelvoorkomende valenties
Voor de hoofdgroepelementen uit het periodiek systeem kan de valentie waarden tussen 1 en 7 aannemen. Meestal wordt echter een waarde tussen 1 en 4 aangetroffen. Oorspronkelijk werd gedacht dat het aantal bindingen dat een bepaald element kon aangaan een vast getal is. In de realiteit klopt dit meestal niet: zo kan fosfor zowel de valentie 3 (zoals in fosfortrichloride) als 5 (zoals in fosforpentachloride) bezitten.
Toch kan de valentie van tal van elementen gerelateerd worden aan hun positie in het periodiek systeem (formeel aan het groepsnummer). Zo bezitten elementen uit groep 1 (de alkalimetalen en waterstof) en groep 17 (de halogenen) meestal de valentie 1. Groep 2 (de aardalkalimetalen) en groep 16 (de chalcogenen) bezitten overwegend valentie 2, terwijl groep 3 (de boorgroep) en 13 (de pnicogenen) voornamelijk 3 als valentie hebben. De koolstofgroep (groep 14) omvat elementen die meestal valentie 4 bezitten.
|                                           |                               |                                   |                                    |
| Chloor is monovalent in waterstofchloride | Zuurstof is divalent in water | Stikstof is trivalent in ammoniak | Koolstof is tetravalent in methaan |

## Relatie tot de oxidatietoestand
Het feit dat het begrip valentie slecht gedefinieerd is, kan eenvoudigweg aangetoond worden door het element chloor in beschouwing te nemen. Chloor bezit in waterstofchloride de valentie 1, omdat 1 covalente binding met waterstof wordt aangegaan. Echter, chloor kan veel meer valenties aannemen: in chloorpentafluoride bezit het valentie 5 en in waterstofperchloraat bezit het valentie 7. Dit is te wijten aan de hoge oxidatietoestanden die chloor kan aannemen. Ook andere elementen, zoals ruthenium of renium, nemen dergelijke hoge valenties aan: in ruthenium(VIII)oxide bezit ruthenium valentie 8 en in het nonahydridorenaat-anion (ReH9−) bezit renium zelfs valentie 9. Edelgassen kunnen normaal gesproken geen binding aangaan, omdat hun valentieschil volzet is (conform de octetregel) en derhalve bedraagt hun valentie 0. Echter, met verbindingen als xenontrioxide en kryptondifluoride wordt ook hier afgeweken van het valentie-concept.
Dientengevolge is het systeem van valenties verouderd en vrij ambigu, en worden voor de naamgeving en elektronische karakterisering van elementen in een verbinding andere methoden gebruikt, gestoeld op onder meer het concept oxidatietoestand.
Zo worden in de anorganische chemie en coördinatiechemie in het Engels zowel als in het Nederlands de begrippen monovalent, divalent, trivalent en dergelijke gebruikt als aanduiding van het oxidatiegetal van het centrale metaal in verbindingen. Het Nederlandse woord valentie wordt in die context ook gebruikt als synoniem voor oxidatietoestand.

## Hypervalentie
Wanneer een element in een bepaalde verbinding zijn normale aantal bindingen overschrijdt (op basis van het groepsnummer), wordt van hypervalentie gesproken. Het bekendste voorbeeld is waterstof, dat normaal gezien vrijwel steeds valentie 1 bezit, maar in het bifluoride-anion die valentie overschrijdt. Hier wordt een 3-center-4-elektronbinding gevormd. Een ander voorbeeld is diboraan, waarbij twee waterstofatomen eveneens hun valentie overschrijden. In diboraan is sprake van een 3-center-2-elektronbinding. Ook fosfor in fosforpentachloride en zwavel in zwavelhexafluoride zijn hypervalente atomen. Hier ligt de oorzaak in het feit dat deze elementen beschikking hebben over lege d-orbitalen die zij kunnen aanwenden om meer bindingen aan te gaan dan hun normale valentietoestand toe zou laten.